# For Cryin' Out Loud!
For Cryin' Out Loud! è il secondo album in studio del cantautore statunitense Finneas, pubblicato il 4 ottobre 2024 tramite le etichette OYOY e Interscope. L'album succede l'album di debutto, Optimist.

## Antefatti
A maggio 2024, durante una cover story per la rivista Rolling Stone per la sorella di Finneas, Billie Eilish, Finneas ha rivelato che stava lavorando su un nuovo album in studio. Ha descritto la solitudine che ha provato durante la produzione del suo primo album, credendo che avesse comunque fatto un buon lavoro, senza pero aver realizzato le canzoni nel miglior modo possibile. Finneas ha poi dichiarato: "Sono arrivato ad un punto in cui sono iper-collaborativo, per fortuna molti miei amici sono produttori".
L'8 agosto 2024 Finneas ha annunciato l'album su Instagram e pubblicato il primo singolo estratto, omonimo dell'album, assieme al video musicale su Youtube diretto da Isaac Ravishankara. Un articolo del giorno stesso ha descritto il processo creativo dell'album come "un allontanamento dalla mentalità del produttore principiante nella sua camera da letto e un avvicinamento verso un classico ambiente da studio/band". L'album è stato prodotto durante una serie di sessioni dal vivo in studio a Los Angeles.

## Tracce
1. Starfucker – 3:37
2. What's It Gonna Take To Break Your Heart? – 4:49
3. Cleats – 3:41
4. Little Window – 4:13
5. 2001 – 3:20
6. Same Old Story – 4:02
7. Sweet Cherries – 5:13
8. For Cryin' Out Loud! – 3:37 (Finneas, Aron Forbes, David Marinelli, Matthew Fidley, Miles Morris)
9. Family Feud – 3:33
10. Lotus Eater – 3:51